# Спокойното езеро
„Спокойното езеро“ (на английски: Lake Placid) е американска комедия на ужасите от 1999 г. на режисьора Стив Минър, сценарият е на Дейвид Кели. Той е първият филм от филмовата поредица „Спокойното езеро“ и участват Бил Пулмън, Бриджит Фонда, Оливър Плат, Брендан Глийсън, Бети Уайт, Мередит Селинджър и Маришка Харгитай.
„Спокойното езеро“ е продуциран от „Фокс 2000 Пикчърс“ и „Стан Уинстън Студиос“ и снимките се проведоха в Британска Колумбия, Канада. Филмът е разпространен от Туентиът Сенчъри Фокс и е пуснат по кината в Съединените щати на 16 юли 1999 г., и във Великобритания на 31 март 2000 г. Той е последван от пет продължения, който започва със „Спокойното езеро 2“ (2007).

## Филми от поредицата за „Спокойното езеро“
Поредицата „Спокойното езеро“ включва 6 филма:
- „Спокойното езеро“ (1999)
- „Спокойното езеро 2“ (2007)
- „Спокойното езеро 3“ (2010)
- „Спокойното езеро 4“ (2012)
- „Спокойното езеро срещу Анаконда“ (2015)
- „Спокойното езеро: Наследството“ (2018)